# كافو آتول
كافو آتول (وتعرف أيضًا باسم ماليه أثولهو)، هو تقسيم إداري في جزر المالديف. وهو يتألف من جزيرة كاشيدو، وغافارو، وماليه أتول (التي تشمل ماليه وماليه أتول وجنوب ماليه أتول). كما أن لديها عددًا من الجزر غير المأهولة. عاصمتها ثولوسدو .
ماليه، عاصمة المالديف تقع بشكل طبيعي داخل شمال ماليه المرجانية، ولكنها ليست جزءًا من التقسيم الإداري لكافو.

## الجزر الغير المأهولة
على الرغم من أن بعض جزر الجزر المرجانية غير مأهولة، فإنها تستخدم تجاريًا. وتشمل هذه الجرز التالية.
- باروس التي كانت مسكونة سابقًا ولم تهجر إلا في عهد السلطان حسن نورالدين الأول لأسباب غير معروفة. وهي الآن موطن منتجع جزيرة باروس.[2]
- بودو هيثي وهي تضم منتجع كوكو بالم بمستوى 5 نجوم.[3]
- دونيدو التي تضم وحدة احتجاز
- ديغوفينولهو التي تضم منتجع مالديفي 5 نجوم، ومنتجع وسبا أنانتارا ديغو، منذ سبتمبر 2006.[4]
- لانكانفينولهو وهي موطن منتجع سياحي يسمى منتجع جزيرة الفردوس منذ عام 1979.
- كان فيهامانافوشي أول جزيرة في جزر المالديف التي تم تطويرها للسياحة، وتسمى الآن كورومبا المالديف وتضم منتجع 4.5نجوم.[5]
- إيهورو التي تضم منتجع مالديفي 4 نجوم، و «أنغسانا منتجع وسبا جزر المالديف»[4]

## معرض الصور
- Beach on Biyaadhoo Island, 2014.
- Kanifinolhu Islet

## أعلام
- إلياس حسين إبراهيم
- محمد أمين ديدي